# Eyes Wide Open
Eyes Wide Open ist das erste Studioalbum der US-amerikanischen Schauspielerin und Sängerin Sabrina Carpenter. Es erschien am 14. April 2015 unter dem Label Hollywood Records und enthält die Singles We'll Be the Stars und Eyes Wide Open.

## Hintergrund
Mit Cant' Blame a Girl for Trying, The Middle of Starting Over, White Flag und Best Thing I Got enthält das Album vier Songs, die bereits auf Carpenters EP Can’t Blame a Girl for Trying am 8. April 2014 erschienen. Die beiden zuerst genannten Songs wurden zuvor als Singles veröffentlicht.

## Singleauskopplungen
Am 13. Januar 2015 wurde mit We'll Be the Stars die erste Single des Albums veröffentlicht.
Die zweite Single des Albums, Eyes Wide Open, wurde am 14. Juni 2016 gemeinsam mit dem zugehörigen Musikvideo veröffentlicht. Der Song gewann den Preis als „Beste Hymne“ bei den Radio Disney Music Awards 2016.

## Titelliste
| #   | Titel                         | Songwriting                                                   | Länge |
| --- | ----------------------------- | ------------------------------------------------------------- | ----- |
| 1.  | Eyes Wide Open                | Audra Mae, Jerrod Bettis, Meghan Kabir                        | 3:12  |
| 2.  | Can't Blame a Girl for Trying | Al Anderson, Meghan Trainor, Chris Gelbuda                    | 2:49  |
| 3.  | The Middle of Starting Over   | Jim McGorman, Robb Vallier, Michelle Moyer                    | 3:32  |
| 4.  | We'll Be the Stars            | Steven Solomon, Skyler Stonestreet, Cameron Walker            | 3:06  |
| 5.  | Two Young Hearts              | Ben Berger, Audra Mae, Ryan McMahon                           | 3:53  |
| 6.  | Your Love's Like              | Matthew Tishler, Phil Bentley, Lindsey Lee, Sabrina Carpenter | 3:29  |
| 7.  | Too Young                     | Sabrina Carpenter, Jon Ingoldsby                              | 4:14  |
| 8.  | Seamless                      | Sabrina Carpenter, Chelsea Lena, Jon Levine                   | 3:06  |
| 9.  | Right Now                     | Sabrina Carpenter, Jordan Higgins, Lindsay Rush               | 3:35  |
| 10. | Darling I'm a Mess            | Meghan Trainor                                                | 2:59  |
| 11. | White Flag                    | Scott Harris, Cara Salimando, Kyle Dykstra                    | 3:18  |
| 12. | Best Thing I Got              | Julie Frost, John Gordon                                      | 3:19  |

## Chartplatzierungen
| ChartsChartplatzierungen       | Höchstplatzierung | Wochen |
| ------------------------------ | ----------------- | ------ |
| Vereinigte Staaten (Billboard) | 43 (4 Wo.)        | 4      |